# 알폰소 페레로 라 마르모라
알폰소 페레로 라 마르모라(이탈리아어: Alfonso Ferrero La Marmora, 이탈리아어 발음: [alˈfɔnso la ˈmarmora]; 1804년 11월 18일 – 1878년 1월 5일)는 이탈리아 육군의 장군이자 정치인이었다, 마르모라는 이탈리아 왕국의 제6대 총리였으며, 이탈리아 독립 전쟁, 크림 전쟁, 브리간타조 등 이탈리아 왕국의 초기 전쟁에 다수 참전하였다. 그의 형 알레산드로 페레로 라 마르모라 역시 베르살리엘리라 불리는 이탈리아 육군의 편제를 만들었다.

## 생애

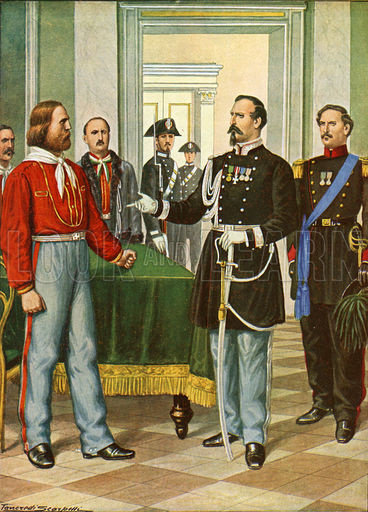
가리발디와 마르모라 장군

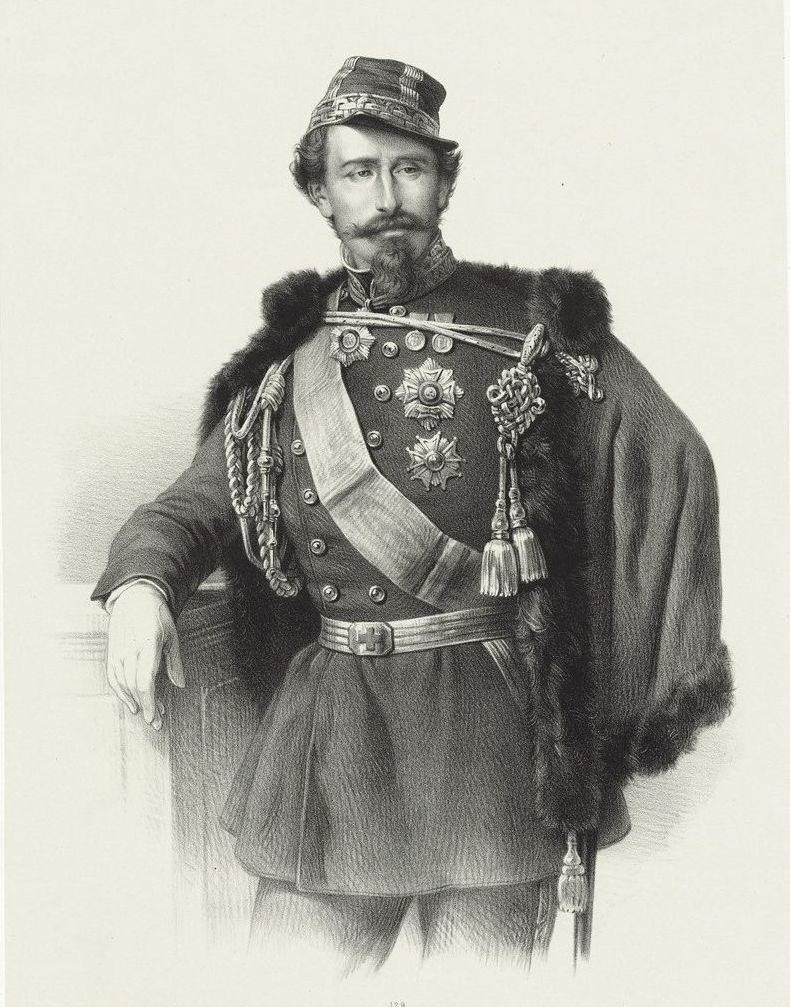
라 마르모라의 초상화

마르모라는 1804년 11월 토리노에서 태어났으며 1823년 사르데냐 왕국 육군에 입대했다. 1848년 3월 그는 대위로 진급했는데, 페스키에라 공방전에서 뛰어난 모습을 보여주었기 때문이었다. 1848년 8월 5일, 마르모라는 밀라노에서 일어난 혁명주의 반군으로부터 카를로 알베르토를 구했고, 같은 해 10월 그는 장군으로 진급되었으며 전쟁 장관에 임명되었다. 1849년 제노바에서 일어난 반란을 진압한 이후 마르모라는 크림 전쟁에서 지휘를 맡게 되었다.
1859년 마르모라는 오스트리아 제국에 맞선 전쟁에 참전했다. 이후 그는 카밀로 벤소 디 카보우르 백작의 뒤를 이어 사르데냐 왕국의 수상이 되었다. 1860년 마르모라는 이탈리아의 통일을 인정받기 위해 베를린과 상트페테르부르크에 파견되었고, 곧 밀라노와 나폴리의 주지사가 되어 1864년 9월에 임기를 마쳤다. 1864년 9월 마르모라는 마르코 민게티의 뒤를 이어 이탈리아 왕국의 총리가 되었다. 마르모라는 로마 점령에 대한 국민적 열망을 존중하여 이탈리아에 완전한 행동의 자유를 주장하며 9월 협약의 범위를 수정하였다. 이후 에밀리오 비스콘티 베노스타가 1870년 로마 점령을 정당화할 때 이 문서를 이용했다.
1866년 4월 마르모라는 오스트리아 제국에 맞서기 위해 프로이센 왕국과 군사동맹을 체결하였다. 이후 제3차 이탈리아 독립 전쟁에서 그는 육군 군단을 지휘했다. 마르모라는 이탈리아의 오스트리아 침공 당시 신용을 얻고 있었지만, 전투에서 주저하는 바람에 이탈리아군이 수적으로 우세했음에도 불구하고 6월 23일 쿠스토차 전투에서 패배하였다. 이후 마르모라는 이 전투에 대한 책임으로 재판에 회부되었다.
1867년 마르모라는 프랑스의 로마 원정에 반대하기 위해 파리에 파견되었다. 1878년 1월 5일 피렌체에서 마르모라는 사망했다.